# Waltheof di Allerdale
Waltheof di Allerdale (XI secolo – XII secolo) è stato un nobile anglosassone, signore di Allerdale nella moderna Cumbria.

## Biografia
Fratello di Dolfin di Carlisle e Gospatric di Dunbar, Waltheof era figlio di Gospatric, conte di Northumbria . Sia Waltheof che suo fratello Gospatric furono testimoni nell'inchiesta di Glasgow condotta da Davide I di Scozia nel periodo (1113-1124) in cui era Principe di Cumbria, e Waltheof fu anche testimone in alcune delle carte di Davide quando divenne re di Scozia. I resoconti di Waltheof e della sua famiglia presenti nei cartulari monastici della Cumbria (St Bees e Wetheral) mostrano che diede terreni ad Allerdale alle sue tre sorelle, Octreda, Gunhilda e Maud.
Sembra che compagna di Waltheof fu una donna di nome Sigrid o Sigarith. La coppia ebbe due figli e diverse figlie.
- Alan (fl. 1139), gli successe ad Allerdale.
- Gopspatric.[4]
- Ethelreda, sposò Ranulf de Lindesay (de Lindsay) e poi William de Esseville.[5]
- Gunhilda, sposò Uhtred di Galloway.[2]

La sorella di Waltheof Uchtreda (Octreda/Ethelreda) sposò Duncan di Scozia, fu per breve tempo Regina Consorte di Alba, e fu madre di William fitz Duncan, mormaer di Moray. Dopo che Re Duncan fu assassinato nel Novembre 1094 è probabile che Ethelreda ed il piccolo William fuggirono dalla Scozia ad Allerdale per rifugiarsi presso la famiglia del fratello. Sembra che William fitz Duncan abbia ereditato dalla madre il territorio di Allerdale che Waltheof le aveva dato.
Sembra che in tarda età Waltheof sia diventato Abate di Crowland, ma questo Waltheof potrebbe essere un'altra persona. L'abate di Crowland in questione era monaco dell'Abbazia di Crowland prima di diventarne l'abate nel 1125. L'abate Waltheof fu deposto dal legato pontificio Alberico di Beauvais al Concilio di Westminster del 1138.